# Kosai, Shizuoka
Kosai (湖西市 Kosai-shi) là một thành phố thuộc tỉnh Shizuoka, Nhật Bản.